# Arothron caeruleopunctatus
Arothron caeruleopunctatus là một loài cá nóc trong họ Tetraodontidae (họ Cá nóc). Loài này sinh sống ở vùng biển Ấn Độ Dương và Tây Thái Bình Dương.